# DAMA/NaI

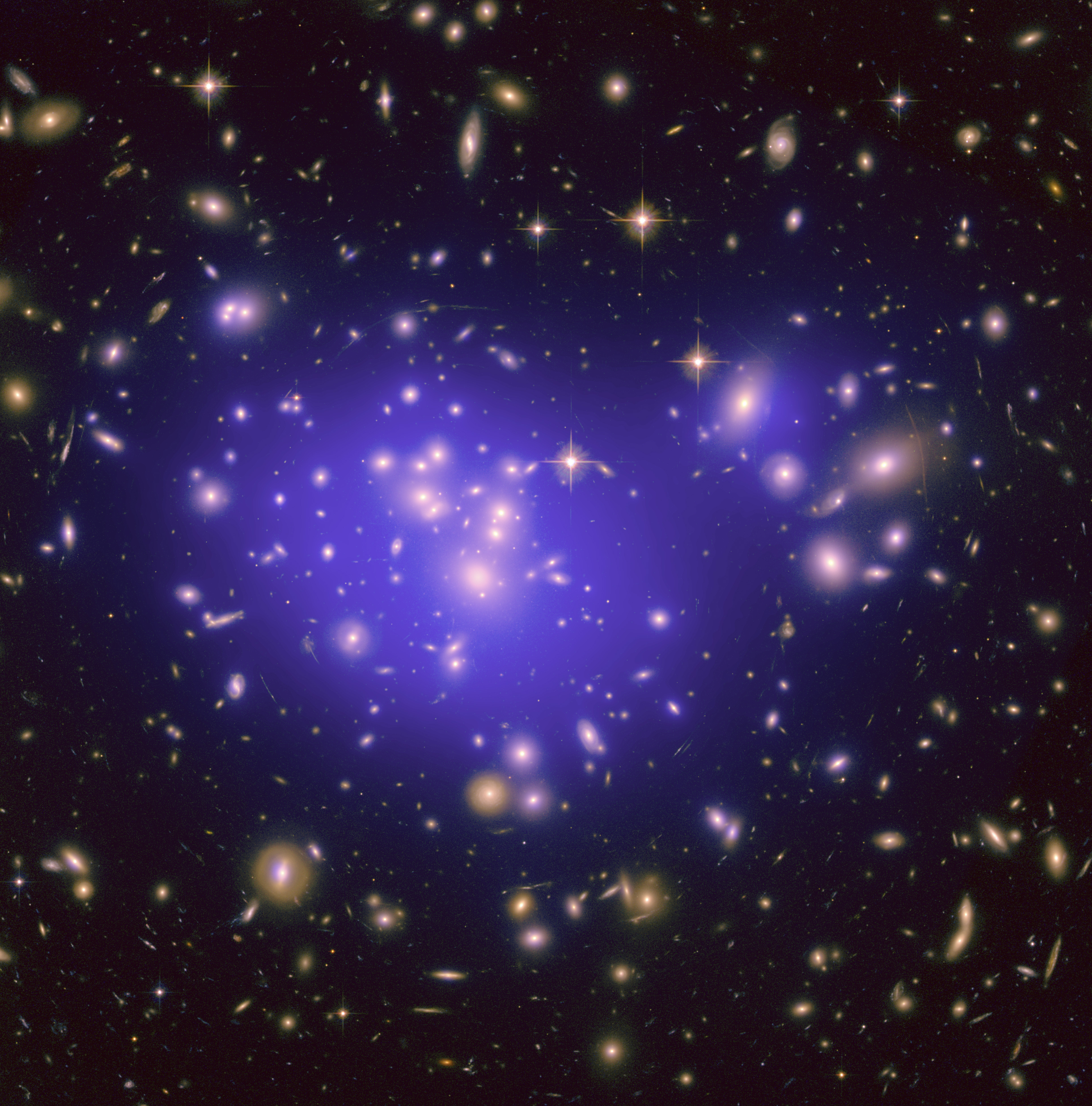
Aglomerado de galáxias Abell 1689, com a distribuição de massa da matéria escura na lente gravitacional sobreposta (em roxo).

O experimento DAMA/NaI  investigou a presença de partículas de matéria escura no halo galáctico, explorando a assinatura de modulação anual independente do modelo. Baseado na órbita da Terra ao redor do Sol e na velocidade do sistema solar em relação ao centro da galáxia (que em escalas de tempo curto pode ser considerada constante), a Terra deve ser exposta a um fluxo mais elevado de partículas de matéria escura por volta de 2 de junho quando sua velocidade orbital é adicionada à do sistema solar em relação à galáxia e a uma menor em torno de 2 de dezembro, quando as duas velocidades são subtraídas. A assinatura anual de modulação é distinta, uma vez que o efeito induzido por partículas de matéria escura deve satisfazer simultaneamente muitos requisitos.

## Descrição
O experimento era localizado nos subterrâneos do Laboratori Nazionali del Gran Sasso , na Itália.
O experimento era feita por nove cintilante tálio-dopado de sódio, iodeto de cristais [NaI(Tl)] de baixa radioatividade de  9.70 kg cada. Cada cristal foi confrontado por dois fotomultiplicadores de fundo baixo através de guias de luz de 10 cm. Os detectores foram instalados dentro de uma caixa de cobre vedada com nitrogênio altamente puro, a fim de isolar os detectores do ar que contém vestígios de radônio, um gás radioativo. Para reduzir o fundo ambiental natural, a caixa de cobre é colocada dentro de um escudo passivo de multi-tonelada e multicomponentes feito de cobre, chumbo, polietileno / parafina, folha de cádmio. Uma caixa de plexiglas envolve todo o escudo e também é mantida em uma atmosfera de nitrogênio altamente pura. Um moderador de nêutrons de concreto de 1 m de espessura circunda a configuração.

## Resultados
A configuração DAMA/NaI observou a assinatura anual de modulação ao longo de 7 ciclos anuais (1995-2002). A presença de uma evidência positiva independente do modelo nos dados de DAMA/NaI foi relatada pela primeira vez pela colaboração DAMA no outono de 1997 e publicada no início de 1998. O documento final com os resultados completos, foi publicada em 2003, após o fim do experimento, em julho de 2002. Vários corolários, as investigações continuam e, também, têm sido publicados.
O modelo independente de provas é compatível com um amplo conjunto de cenários sobre a natureza do candidato a matéria escura e relacionado com a astrofísica nuclear e física de partículas Por exemplo: neutralinos,  a matéria escura inelástica, auto-interação de matéria escura, e  4ª geração de neutrinos pesados
Uma cuidadosa investigação quantitativa de possíveis fontes de sistemáticas e reações colaterais tem sido regularmente realizadas e publicadas na data de cada lançamento de dados. Nenhum sistemático ou efeitos colaterais de reação capaz de dar conta da modulação de amplitude observada e, simultaneamente, satisfazer todos os requisitos da assinatura que foi encontrada.
O experimento obteve e publicou muitos resultados em outros processos e/ou abordagens.

## O ceticismo
Resultados negativos do  XENON Dark Matter Search Experiment parecem contradizer os resultados do DAMA / Nal. O detector COSINE-100, o primeiro experimento projetado para testar diretamente a alegação controversa da DAMA, liberou seus primeiros dados em 2018. Eles não vêem nenhum sinal de matéria escura - mas ainda precisam de mais alguns anos para descartar o sinal DAMA.

## Acompanhamento
DAMA/NaI foi substituído pelo novo experimento de geração,  DAMA/LIBRA. Estas experiências são realizadas por pesquisadores italianos e chineses.